# Waterloo (roman)
Pour les articles homonymes, voir Waterloo (homonymie).
Waterloo, suite du Conscrit de 1813 est un roman populaire d'Erckmann-Chatrian écrit en 1865.

## Résumé
En 1814, à la suite de la défaite de Napoléon, Louis XVIII monte sur le trône. Les appelés  qui constituaient les armées de l’empereur sont pour la plupart renvoyés chez eux. C’est ainsi que Joseph retrouve son village et reprend son apprentissage chez un horloger.
Néanmoins, il n’est pas libéré de ses obligations militaires : lorsqu’il veut épouser sa fiancée, il ne le peut pas sans l’autorisation de l’administration. Il écrit donc au ministre dont la réponse traine de longues semaines. Finalement la dispense arrive et il se marie dans les jours suivants.
Il essaie de ne pas se mêler de politique mais cela ne se peut pas car le nouveau roi organise des processions, des messes et autres cérémonies pour célébrer son retour au pouvoir et demander au Ciel le pardon pour la Révolution et l’Empire. Il est alors obligé de choisir de ne pas y participer ; sa femme y va pour suivre sa tante. Pour Joseph, la paix est la seule chose souhaitable. Néanmoins, la rumeur enfle : Napoléon aurait quitté l’île d’Elbe... Il vient de débarquer en France. Au fur et à mesure des nouvelles, la population, d’abord attentiste, bascule en faveur de l’empereur. L’aristocratie semble se résigner à la situation, en se retirant des affaires. Mais les armées de la coalition étrangère ne comptent pas en rester là. 
C’est ainsi que les conscrits comme Joseph doivent regagner leurs casernes et à coups de marches forcés vont rejoindre les frontières pour les défendre.
Joseph raconte les batailles auxquelles il prend part et les privations qu’il subit. L’intendance ne suit pas et les soldats mangent ce qu’ils trouvent.
Lors de la dernière bataille à Waterloo, à cause de l’alliance entre les Anglais et les Prussiens ils sont défaits. Avec son compagnon de chambrée, ils repartent alors sur les chemins en espérant rejoindre leurs villages. Ils sont rejoints par d’autres lambeaux de l’armée et doivent intégrer un autre bataillon qui, en se repliant vers Paris doit encore mener des batailles pour défendre la capitale.
Lorsque les cent-jours prennent fin et que l’armée est enfin licenciée. Il peut enfin retourner à son village où il retrouve sa femme.